# Am Ohmberg
Am Ohmberg is een Landgemeente in het Landkreis Eichsfeld in het noorden van Thüringen in Duitsland. Am Ohmberg telt 3.580 inwoners.
De gemeente is op 1 december 2010 ontstaan door de vrijwillige fusie van de toenmalige zelfstandige gemeenten Bischofferode, Großbodungen en Neustadt. De gemeente is sinds 1 december 2011 een Landgemeinde, daarvoor behoorde het tot de Verwaltungsgemeinschaft Eichsfeld-Südharz.